# Walling
Il walling è un metodo di tortura, usato dalla CIA, in cui il collo di una persona è circondato da un collare e viene quindi usato per sbattere la persona contro un muro. Secondo le informazioni raccolte dal Comitato Internazionale della Croce Rossa da sei detenuti, praticare il walling significava "sbattere attraverso l'uso di un collare", in almeno un caso contro un muro di cemento.
Spinto a spiegare le loro tecniche di interrogatorio al Dipartimento di Giustizia degli Stati Uniti nel 2005, la CIA ha fornito una serie di promemoria all'Ufficio del Consiglio legale del dipartimento, uno dei quali descriveva il "walling". Il memo afferma che il walling "implica l'uso di un muro falso flessibile   ...   l'inquisitore tira in avanti l'individuo e quindi lo spinge rapidamente e con fermezza nel muro. Sono le scapole dell'individuo che colpiscono il muro. Durante questo movimento, la testa e il collo sono supportati da un cappuccio arrotolato o un asciugamano ".
Steven G. Bradbury, vice vice procuratore generale durante l'amministrazione Bush, ha affermato che il walling "comporta ciò che può essere definito come un maneggiamento rude".